# 都拉布依族乡
都拉布依族乡是中华人民共和国贵州省貴陽市白云区下辖的一个民族乡。

## 行政区划
都拉布依族乡下辖以下村级行政区划单位：
都拉村、小河村、上水村、冷水村、奔土村、都溪村和黑石头村。